# Solange Berry
Solange Berry (Charleroi, 1932. november 23. – 2018. január 26.) belga énekesnő, aki Luxemburgot képviselte az 1958-as Eurovíziós Dalfesztiválon Un grand amour c. dalával, ám mindössze egy pontot szerzett, így Hollandiával holtversenyben az utolsó helyen végzett. 

## Diszkográfia

### Középlemezek
- 1955 : Chanson pour tous
- 1956 : Que sera, sera
- 1957 : Les Mirettes
- 1959 :  Sous les toits de Paris
- 1967 : Maintenant, quand vient le printemps

## Fordítás
- Ez a szócikk részben vagy egészben  a   Solange Berry című francia Wikipédia-szócikk ezen változatának fordításán alapul.  Az eredeti cikk szerkesztőit annak laptörténete sorolja fel. Ez a jelzés csupán a megfogalmazás eredetét és a szerzői jogokat jelzi, nem szolgál a cikkben szereplő információk forrásmegjelöléseként.